# Outcesticide VI: A Mess of Blues
Outcesticide VI: A Mess of Blues è un bootleg di canzoni inedite e cover del gruppo grunge statunitense Nirvana pubblicato dalla casa discografica Darkside Records nel 2003.

## Tracce
1. Smells Like Teen Spirit – 4:30
2. Territorial Pissings – 2:20
3. I Hate Myself and I Want to Die – 2:44
4. Love Buzz – 3:38
5. About a Girl – 3:40
6. Dumb – 2:31
7. Lounge Act – 3:35
8. Jesus Doesn't Want Me for a Sunbeam – 3:14
9. Sifting – 2:03
10. Breed – 2:45
11. Polly – 3:16
12. Unknown Song – 2:14
13. I Wanna Be Your Dog – 2:58
14. Moist Vagina – 3:32
15. Milk It – 3:52
16. Seasons In The Sun – 2:33
17. Old Age – 1:10
18. Where Did You Sleep Last Night – 2:49
19. Big Cheese – 3:32
20. All Apologies – 5:08
21. Drain You – 3:48